# Antodice chemsaki
Antodice chemsaki là một loài bọ cánh cứng trong họ Cerambycidae.